# Eutrepsia metagrapharia
Eutrepsia metagrapharia là một loài bướm đêm trong họ Geometridae.